# Микільське (Волноваський район)
Микі́льське — село Вугледарської міської громади Волноваського району Донецької області України.

## Загальні відомості
Розташоване за 30 км від районного центру і за 16 км від залізничної станції Велико-Анадоль. Населення 1 922 чоловік (2001). Землі села межують із територією с. Водяне, Мар'їнський район, Донецької області.
У селі є Свято-Успенський Миколо-Василівський монастир.

## Історія
Село засноване в 40-х роках XIX століття переселенцями з Полтавщини та Орловщини.
Радянська влада встановлена в грудні 1917 року.

пам'ятник на честь воїнів, які загинули у війні

У радянсько-німецькій війні брали участь 481 осіб. Із них 278 загинули в боях. Усі учасники війни нагороджені орденами і медалями. На честь воїнів, які загинули у боротьбі проти німецько-нацистських загарбників, у селі споруджений пам'ятник.
Станом на 1970 рік у селі було 699 дворів, проживало 2 094 особи. В селі знаходився колгосп ім. Петровського, за яким було закріплені 6 057 га сільськогосподарських угідь, у тому числі 5 345 га орних земель. Господарство спеціалізувалося на виробництві яловичини, було розвинене рослинництво. За трудову доблесть 22 жителі села були нагороджені орденами і медалями СРСР.
На той час у селі працювали середня школа, у якій 22 вчителі навчали 280 учнів, будинок культури на 400 місць, бібліотека з книжковим фондом 13 тисяч примірників, фельдшерсько-акушерський пункт, де працювали 8 чоловік із середньою медичною освітою, аптека, дитячий садок-ясла на 45 місць, 4 магазини, майстерні побутового обслуговування.

## Населення
За даними перепису 2001 року населення села становило 1922 особи, з них 81,27 % зазначили рідною мову українську, 18,47 % — російську, 0,05 % — молдовську та білоруську мови.

## Відомі люди
Уродженцем села є Степурський Андрій Васильович — майстер спорту України міжнародного класу з гирьового спорту.